# Tylogoneus minus
Tylogoneus minus är en mångfotingart som beskrevs av Ottis Robert Causey 1973. Tylogoneus minus ingår i släktet Tylogoneus och familjen Fuhrmannodesmidae. Inga underarter finns listade i Catalogue of Life.